# Qila Sobha Singh
Qila Sobha Singh é uma cidade do Paquistão localizada na província de Punjab.